# Durnagel
Der Durnagel ist ein rund 8 Kilometer langer rechter Zufluss der Linth im Schweizer Kanton Glarus, der das Durnachtal durchfliesst. 

## Geographie

### Verlauf
Der Durnagel entspringt an einem kleinen Firn auf etwa 2110 m ü. M. unterhalb des Gebirgsgrats zwischen Scheidstöckli und Hinter Sulzhorn in den Glarner Alpen. Anfangs nach Nordosten durch Gehängeschutt dem Talboden zufliessend, erreicht er früh die von einer Alpweide bedeckte Moräne des östlich liegenden Hinteren Sulzgletschers, in die er sich eingeschnitten hat. Nach kurzem Verlauf durch Nummulitenschichten folgt ein kleiner Wasserfall, nach dem der Bach den Talboden erreicht und jetzt meist nach Nordwesten fliesst. Es mündet zugleich der wasserreichere Abfluss des Gletschers, und nur kurz darauf öffnet sich das Hintere Durnachtal. Hier wird er von mehreren Alpweiden gesäumt, die von bewaldeten Bergflanken eingefasst werden. Die durchflossene Talsohle besteht meist aus Schutt und Alluvialböden. 
Bei der Alphütte Stäfeli wird ein Teil des Wassers entnommen. Danach schneidet sich der Bach tief in die Talsohle ein, wobei er von nun an durch 82 Sperren gezähmt wird. Er nimmt den Wolfisbach von rechts auf und durchfliesst nun das Vordere Durnachtal in nordwestlicher Richtung. Am linken Ufer erstreckt sich jetzt der Breitzungwald, während sich am rechten Ufer ein schmaler Waldsaum der Talsohle entlang zieht, über der mehrere Alpweiden liegen. Es folgt die Alphütte Berg, nach der eine kleine, stark bewaldete Schlucht folgt. Beim Hof Syten erreicht er das Linthal und bildet einen breiten Schwemmkegel. Nach der Unterquerung der Hauptstrasse 17 an drei Stellen mündet der Durnagel zwischen den Ortschaften Linthal und Rüti auf 633 m ü. M. von rechts in den Oberlauf der nach Norden fliessenden Linth.

### Einzugsgebiet
Das 18,77 km² grosse Einzugsgebiet des Durnagels liegt in den Glarner Alpen und wird durch ihn über die Linth, die Limmat, die Aare und den Rhein zur Nordsee entwässert.
Es besteht zu 25,8 % aus bestockter Fläche, zu 23,4 % aus Landwirtschaftsfläche, zu 0,3 % aus Siedlungsflächen und zu 50,6 % aus unproduktiven Flächen.
Flächenverteilung
Die mittlere Höhe des Einzugsgebietes beträgt 1897,5 m ü. M., die minimale liegt bei 637 m ü. M. und die maximale bei 3110 m ü. M.

### Zuflüsse
- Wolfisbach (rechts), 2,6 km, 1,92  km²
- Tschopfrus (rechts), 1,5 km, 0,94 km²
- Bergrus (rechts), 1,2 km
- Staldenrus (rechts), 1,0 km, 0,51 km²

## Hydrologie
Bei der Mündung des Durnagels in die Linth beträgt seine modellierte mittlere Abflussmenge (MQ) 1,27 m³/s. Sein Abflussregimetyp ist nival alpin, und seine Abflussvariabilität beträgt 18.